# Горбачево (Россонский район)
Горбачево (бел. Гарбачэ́ва) — агрогородок в Россонском районе Витебской области Беларуси, центр Горбачевского сельсовета. Население — 238 человек (2019).

## География
Посёлок находится в 15 км к северо-востоку от посёлка Россоны, в 177 км от Витебска, в 7 км к северу проходит граница с Россией. Горбачево стоит на северном берегу озера Нещердо. Через деревню проходит дорога Р132 на участке Россоны — граница с Россией.

## История
В результате первого раздела Речи Посполитой (1772) Горбачево оказалось в составе Российской империи, в Полоцком уезде Витебской губернии. В 1800 году иезуиты построили здесь костёл Святого Иосифа, в 1877 году на месте старого здания костёла возвели новый католический храм. В 1897 году здесь также была построена православная Борисоглебская церковь.
В 1924 году Горбачево вошло в состав БССР, где стало центром сельсовета. В советское время были разрушены обе церкви, и католическая и православная.
В 2011 году деревня Горбачево преобразована в агрогородок.

## Достопримечательность
- Могила жертв фашизма